# Distretto di Afigya Kwabre Sud
Il distretto di Afigya Kwabre Sud (ufficialmente Afigya Kwabre South District, in inglese) è un distretto della regione di Ashanti del Ghana.
Il distretto è stato costituito nel 2007 unendo parti del distretto di Kwabre Est e di Sekyere Sud. Capoluogo amministrativo è la città di Kodie.